# Annette Poivre
Pour les articles homonymes, voir Poivre (homonymie).
Paule Marie Jeanne Perron, connue sous le nom de scène d'Annette Poivre, née le 24 juin 1917 à Paris où  elle meurt le 2 juin 1988, est une actrice française de cinéma et de théâtre. Elle est membre de la troupe des Branquignols.

## Biographie
Elle est la fille de Paul Perron et de Clotilde Guignard. 
Grand « second rôle » du cinéma des années quarante et cinquante, elle est l'épouse de Raymond Bussières et la mère de l'actrice Sophie Sel, née d'un premier mariage avec Jean-Marie Cassel. Elle est par ailleurs la cousine du scénariste et romancier Pierre Humblot dit Fred Kassak.
Annette Poivre est inhumée à Marchenoir (Loir-et-Cher).

## Filmographie

### Cinéma

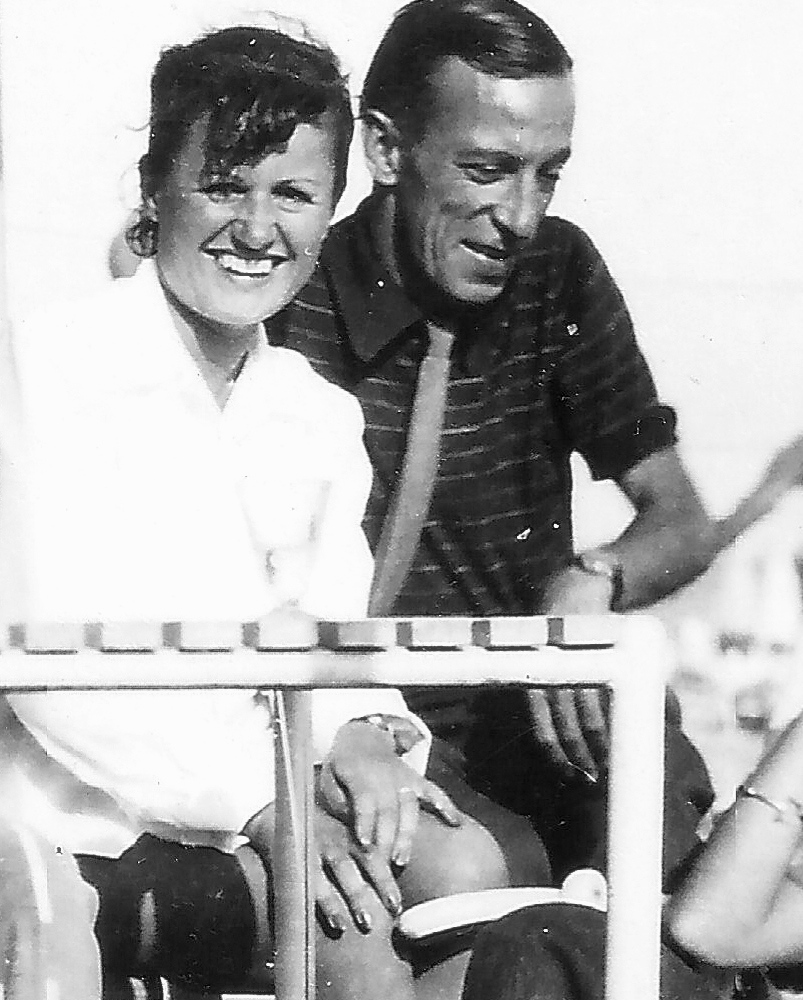
Annette Poivre et son époux Raymond Bussières en 1948 à Cannes.

- 1934 : Minuit, place Pigalle de Roger Richebé
- 1941 : Premier rendez-vous d'Henri Decoin : une pensionnaire de l'orphelinat
- 1942 : Cabarets montmartrois (court métrage) de Pierre Ramelot
- 1942 : Monsieur Girouette et la guerre de cent ans (court métrage) de Pierre Ramelot
- 1943 : Fou d'amour de Paul Mesnier : La spectatrice
- 1943 : La Valse blanche de Jean Stelli : Lily
- 1943 : Je suis avec toi d'Henri Decoin : La postière
- 1944 : Le Bossu de Jean Delannoy : une agioteuse
- 1945 : Seul dans la nuit de Christian Stengel : Mireille
- 1945 : L'Insaisissable Frédéric de Richard Pottier
- 1946 : Le Couple idéal de Bernard-Roland et Raymond Rouleau : Titine
- 1946 : La Foire aux chimères de Pierre Chenal : La remplaçante
- 1947 : Les Deux Orphelins (I due orfanelli) de Mario Mattoli : Madame Thérèse
- 1947 : Rumeurs de Jacques Daroy : La serveuse
- 1947 : Voyage Surprise de Pierre Prévert : Marinette
- 1947 : Copie conforme de Jean Dréville : Charlotte
- 1947 : Quai des Orfèvres d'Henri-Georges Clouzot : Madeleine, la téléphoniste
- 1947 : Mademoiselle s'amuse de Jean Boyer
- 1947 : Antoine et Antoinette de Jacques Becker : Juliette
- 1947 : Parade du rire de Roger Verdier : La jeune fille
- 1948 : L'Armoire volante de Carlo Rim : Mimi
- 1949 : Les Nouveaux Maîtres de Paul Nivoix
- 1949 : Fandango d'Emil E. Reinert : Annette
- 1949 : Tous les deux de Louis Cuny : Annette Poivre
- 1949 : Cinq Tulipes rouges de Jean Stelli : Annette Jacquin
- 1949 : La Maternelle d'Henri Diamant-Berger : Lucienne
- 1949 : Je n'aime que toi de Pierre Montazel : Julia
- 1949 : Edgar et sa bonne (court métrage) d'André Michel : Florestine
- 1949 : L'Homme explosif (court métrage) de Marcel Paulis
- 1949 : Branquignol de Robert Dhéry : La spectatrice au potage
- 1949 : Le Furet de Raymond Leboursier
- 1950 : Maldonne (court métrage) d'Henri Verneuil
- 1950 : Amédée de Gilles Grangier : Amélie
- 1950 : Au p'tit zouave de Gilles Grangier : Fernande
- 1950 : Justice est faite d'André Cayatte : Lucie
- 1950 : La Rue sans loi de Marcel Gibaud : Comtesse de La Trille
- 1951 : L'Inconnue des cinq cités (A Tale of Five Cities) film à sketches d'Emile-Edwin Reinert : Annette
- 1951 : Si ça vous chante de Jacques Loew
- 1951 : La Passante d'Henri Calef : Jeannette
- 1951 : Coq en pâte de Carlo Felice Tavano : Simone
- 1951 : Moumou de René Jayet : Gisèle Chauvinet
- 1952 : Le Passage de Vénus de Maurice Gleize : Gudule
- 1952 : Les Deux Monsieur de Madame de Robert Bibal
- 1952 : Le Costaud des Batignolles de Guy Lacourt : Nénette
- 1953 : Ma femme, ma vache et moi de Jean-Devaivre
- 1953 : Une nuit à Megève de Raoul André : La bonne
- 1953 : Pattes de velours (L'incantevole nemica) de Claudio Gora
- 1953 : Soyez les bienvenus de Pierre-Louis
- 1953 : La Loterie du bonheur de Jean Gehret : La femme
- 1953 : Mon frangin du Sénégal de Guy Lacourt : Annette Bridoux
- 1954 : Le Chevalier de la nuit de Robert Darène : Blanche
- 1954 : Les Corsaires du Bois de Boulogne de Norbert Carbonnaux : Adèle
- 1956 : Mon curé chez les pauvres d'Henri Diamant-Berger : Georgette
- 1956 : Les carottes sont cuites de Robert Vernay
- 1956 : Les Copains du dimanche d'Henri Aisner : Une dame à l'inauguration
- 1957 : Grand-père automobile (cs) (Dědeček automobil) d'Alfred Radok
- 1957 : Une gosse sensass de Robert Bibal (Annette)
- 1957 : L'Ami de la famille de Jacques Pinoteau : Annette Lemonnier
- 1957 : C'est arrivé à 36 chandelles d'Henri Diamant-Berger
- 1957 : Porte des Lilas de René Clair : Nénette
- 1958 : Les Gaîtés de l'escadrille de Georges Péclet : (Mme Tignasse
- 1958 : Guinguette de Jean Delannoy
- 1958 : Un jour comme les autres de Paul Bordry
- 1958 : Taxi, Roulotte et Corrida de André Hunebelle : Mathilde, la femme de Léon
- 1960 : Quai du Point-du-Jour de Jean Faurez : Mirabelle
- 1962 : Comme un poisson dans l'eau d'André Michel : Mme Marcelle
- 1962 : Les Filles de La Rochelle de Bernard Deflandre : Isabeau de Bavière
- 1964 : Les Félins de René Clément : une employée
- 1965 : Quoi de neuf, Pussycat ? (What's New, Pussycat) de Clive Donner : Emma
- 1965 : Un milliard dans un billard de Nicolas Gessner : une femme de ménage
- 1965 : Opération mystère (court métrage) de Michel Leroy
- 1966 : Les Combinards (film à sketches)
- 1967 : La Malédiction de Belphégor d'Yvan Jouannet : Mme Plumme
- 1971 : Macédoine de Jacques Scandelari
- 1972 : Mannen som slutade röka - L'Homme qui renonça au tabac de Tage Danielsson : Margot
- 1975 : Soldat Duroc, ça va être ta fête de Michel Gérard : Marie Fallon
- 1976 : Mords pas, on t'aime d'Yves Allégret : Mamy
- 1977 : Drôles de zèbres de Guy Lux : Sara, la vieille cliente de l'hôtel
- 1977 : Autopsie d'un complot de Mohamed Slim Riad
- 1978 : Va voir maman, papa travaille de François Leterrier : La curiste
- 1980 : Bobo la tête de Gilles Katz : Germaine
- 1980 : C'est pas moi, c'est lui de Pierre Richard : La mère de Pierre
- 1982 : La Boum 2 de Claude Pinoteau
- 1983 : Prends ton passe-montagne, on va à la plage d'Eddy Matalon : Germaine
- 1986 : Suivez mon regard de Jean Curtelin : La vieille faussaire
- 1988 : La Fête à Louisette (court métrage) d'Alain Pigeaux

### Télévision
- 1959 : Minuit treize (pour la télévision) de Jean Vernier
- 1965 : La Misère et la Gloire téléfilm d'Henri Spade
- 1966 : À la belle étoile (téléfilm) de Pierre Prévert : Agathe
- 1970 : Ça vous arrivera demain série télévisée de Jean Laviron : Annette Martin
- 1970 : Alice au pays des merveilles téléfilm de Jean-Christophe Averty (La duchesse)
- 1973 : La Porteuse de pain série télévisée de Marcel Camus
- 1973 : La Vie rêvée de Vincent Scotto téléfilm de Jean-Christophe Averty (La dame de l'hôtel)
- 1974 : Des lauriers pour Lila série télévisée de Claude Grinberg (La tante)
- 1974 : Un curé de choc série télévisée de Philippe Arnal
- 1974 : Le Pain noir série télévisée de Serge Moati (Mme Pourpaille)
- 1975 : Le Péril bleu téléfilm de Jean-Christophe Averty (Sandrine)
- 1975 : Esprits de famille téléfilm de Marc Pavaux (Aline Rouzac)
- 1975 : Tous les jours de la vie téléfilm de Maurice Frydland (La femme du couple)
- 1976 : L'inspecteur mène l'enquête série télévisée (1 épisode : "Une délivrance pour tout le monde")
- 1977 : Recherche dans l'intérêt des familles (épisode : La Marmotte) de Philippe Arnal
- 1979 : La Vie séparée téléfilm de Peter Kassovitz
- 1979 : Histoires de voyous: L'élégant de Gilles Grangier (Pierrette)
- 1980 : Le Curé de Tours de Gabriel Axel (Mme Perruchot)
- 1980 : L'Âge bête de Jacques Ertaud (Marthe)
- 1980 : Mont-Oriol de Serge Moati (La mère Poivre)
- 1980 : La Vie des autres (épisode "L'intruse"), série télévisée de Robert Guez : Anna
- 1981 : Le Mystère de Saint-Chorlu série télévisée de Claude Vajda (Louise)
- 1981 : T'es grand et puis t'oublies téléfilm de Serge Moati (Phosphora)
- 1982 : Les Cinq Dernières Minutes de Gérard Gozlan, épisode : Dynamite et compagnie, Mme Donat)
- 1982 : Papa Poule série télévisée de Roger Kahane (1 épisode : La mère de Zinard)
- 1983 : Julien Fontanes, magistrat série télévisée (1 épisode : "Perpète", La patronne du bistrot)
- 1983 : Le disparu du 7 octobre téléfilm de Jacques Ertaud
- 1983 : Père Noël et fils téléfilm d'André Flédérick
- 1983 : Messieurs les jurés série télévisée, "L'Affaire Sivry" d'André Michel (Alyette Grimod)
- 1984 : Tu peux toujours faire tes bagages téléfilm de Jacques Krier (Louise)
- 1984 : L'Instit série télévisée de Gérard Gozlan (Jeanne Redon)
- 1984 : L'Appartement série télévisée de Dominique Giuliani (Mémé Langouste)
- 1984 : L'Âge vermeil série télévisée de Roger Kahane (Yvette Deboulet)
- 1987 : Maguy série télévisée (1 épisode : "Voir un petit coup")
- 1988 : Les Enquêtes du commissaire Maigret, série télévisée, de Gérard Gozlan épisode Le Notaire de Châteauneuf
- 1988 : Les Cinq Dernières Minutes Pour qui sonne le jazz de Gérard Gozlan

## Théâtre
- 1941 : Une femme qu'a le cœur trop petit de et mise en scène Fernand Crommelynck, Théâtre de l'Œuvre
- 1943 : L'École des faisans de Paul Nivoix, Théâtre de l'Avenue
- 1946 : Quatre Femmes de Marcel Mouloudji, mise en scène Jean Darcante, Théâtre de la Renaissance
- 1947 : Savez-vous planter les choux ? de Marcel Achard, mise en scène Pierre Fresnay, Théâtre de la Michodière
- 1948 : Les Branquignols : lyrics Francis Blanche, musique Gérard Calvi, premier spectacle au Théâtre La Bruyère
- 1957 : Une femme trop honnête d'Armand Salacrou, mise en scène Georges Vitaly, Théâtre royal des Galeries
- 1969 : Un mois sans toi de Marc Mays, mise en scène Michel Vocoret, Théâtre des Capucines
- 1972 : Cantique des cantiques de Jean Giraudoux, mise en scène Pierre Franck, Festival de Bellac
- 1974 : Colombe de Jean Anouilh, mise en scène Jean Anouilh et Roland Piétri, Comédie des Champs-Élysées
- 1975 : L'Arrestation de Jean Anouilh, mise en scène Jean Anouilh et Roland Piétri, Théâtre de l'Athénée
- 1982 : Le Retour du héros de Maurice Blum, Théâtre Tristan Bernard
- 1984 : Les Œufs de l'autruche d'André Roussin, mise en scène Michel Bertay,   Théâtre de la Madeleine